# Тарасівка (Петро-Михайлівська сільська громада)
Тарасівка — село в Україні, у Петро-Михайлівській сільській громаді Запорізького району Запорізької області. Населення — 37 осіб (станом на 1 січня 2017 року). До 2017 року орган місцевого самоврядування — Дніпровська сільська рада.

## Географія

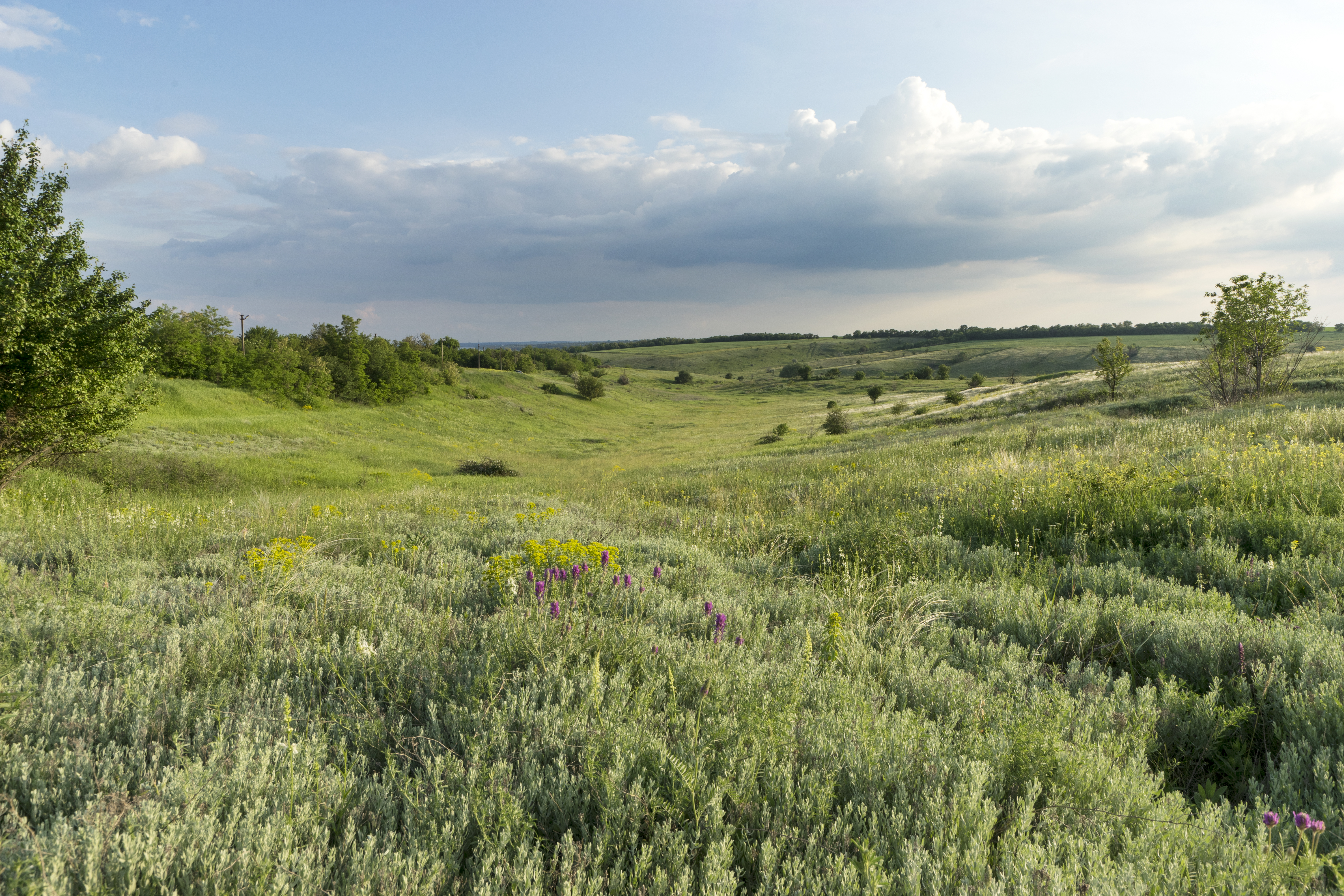
Краєвиди поруч з селом у заказнику "Балка Чапаївка"

Село Тарасівка розташоване за 39 км від обласного центру та 39 км від міста Вільнянська, в якому знаходиться найближча однойменна залізнична станція, за 2 км від лівого берега річки Дніпро, нижче за течією на відстані 1 км розташоване село Улянівка. Площа села — 34,3 га, налічується 20 домогосподарств.

## Історія
Село засноване у 1920-х роках під первинною назвою Чубарівка, на честь партійного діяча Власа Чубаря).
У 1932—1933 роках селяни зазнали сталінського геноциду.
У 1940-х роках село було перейменовано на честь більшовицького комдива Василя Чапаєва.
З 24 серпня 1991 року село входить до складу незалежної України.
Село внесено до переліку населених пунктів, які потрібно перейменувати згідно із законом «Про засудження комуністичного та націонал-соціалістичного (нацистського) тоталітарних режимів в Україні та заборону пропаганди їхньої символіки». 
12 травня 2016 року перейменоване на село Тарасівка.
8 серпня 2017 року, в ході децентралізації, Дніпровська сільська рада об'єднана з Петро-Михайлівською сільською громадою.
17 липня 2020 року, в результаті адміністративно-територіальної реформи та ліквідації Вільнянського району, село увійшло до складу новоутвореного Запорізького району.